# Місто, в якому не ходять гроші (книга)
«Місто, в якому не ходять гроші» — друга повість українського письменника та музиканта Кузьми Скрябіна, видана у 2006 році.

## Історія написання
«Її сюжет мені наснився, — розповідає Кузьма. — Якось відпочивав у Єгипті. Напився там жахливого місцевого рому, після якого мені привидівся жахливий сон про місто, у якому немає грошей. Там за все доводиться розплачуватися послугами. За ночівлю у готелі — мити волоссям підлогу в туалеті, а за проїзд у таксі — їсти декілька ложок хрону. Сон був, як кіно. Наприкінці навіть титри показували. Вранці прокинувся і занотував те сновидіння.»

## Анотація
Аліса, головна героїня повісті, помилково потрапляє до закритого, таємного міста, де проводяться жахливі експерименти та панує жорстокість й людиноненависництво. За будь-які послуги там потрібно платити діями, й здебільшого вони не мали нічого спільного зі здоровим глуздом. Щоби вижити, Алісі доводиться почати  вбивати, і зрештою цей процес її захоплює.

## Екранізація
У 2018 році було знято однойменний фільм, режисеркою якого є Ганка Третяк.
Фільм отримав змішані відгуки від українських кінокритиків.